# Solonivka, Horodnea
Solonivka (în ucraineană Солонівка) este o comună în raionul Horodnea, regiunea Cernihiv, Ucraina, formată numai din satul de reședință.

## Demografie
Componența lingvistică a comunei Solonivka
     Ucraineană (98,13%)
     Belarusă (1,04%)
     Alte limbi (0,83%)
Conform recensământului din 2001, majoritatea populației comunei Solonivka era vorbitoare de ucraineană (98,13%), existând în minoritate și vorbitori de belarusă (1,04%).